# Fagopyrum esculentum
Il grano saraceno (Fagopyrum esculentum Moench, 1794) è una pianta appartenente alla famiglia delle Poligonacee. È una pianta erbacea e annuale, compie il suo ciclo biologico in 80-120 giorni.
Per le sue caratteristiche nutrizionali e l'impiego alimentare, questo vegetale è stato sempre collocato commercialmente tra i cereali, pur non appartenendo il grano saraceno alla famiglia delle Poaceae (ex Graminacee), in quanto il termine cereale non è botanico e scientifico bensì merceologico e letterario. Il grano saraceno è naturalmente senza glutine ma può essere tossico in grandi quantità.

## Etimologia
L'epiteto specifico esculentum viene dal latino e significa ‘buono a mangiarsi’.

## Descrizione

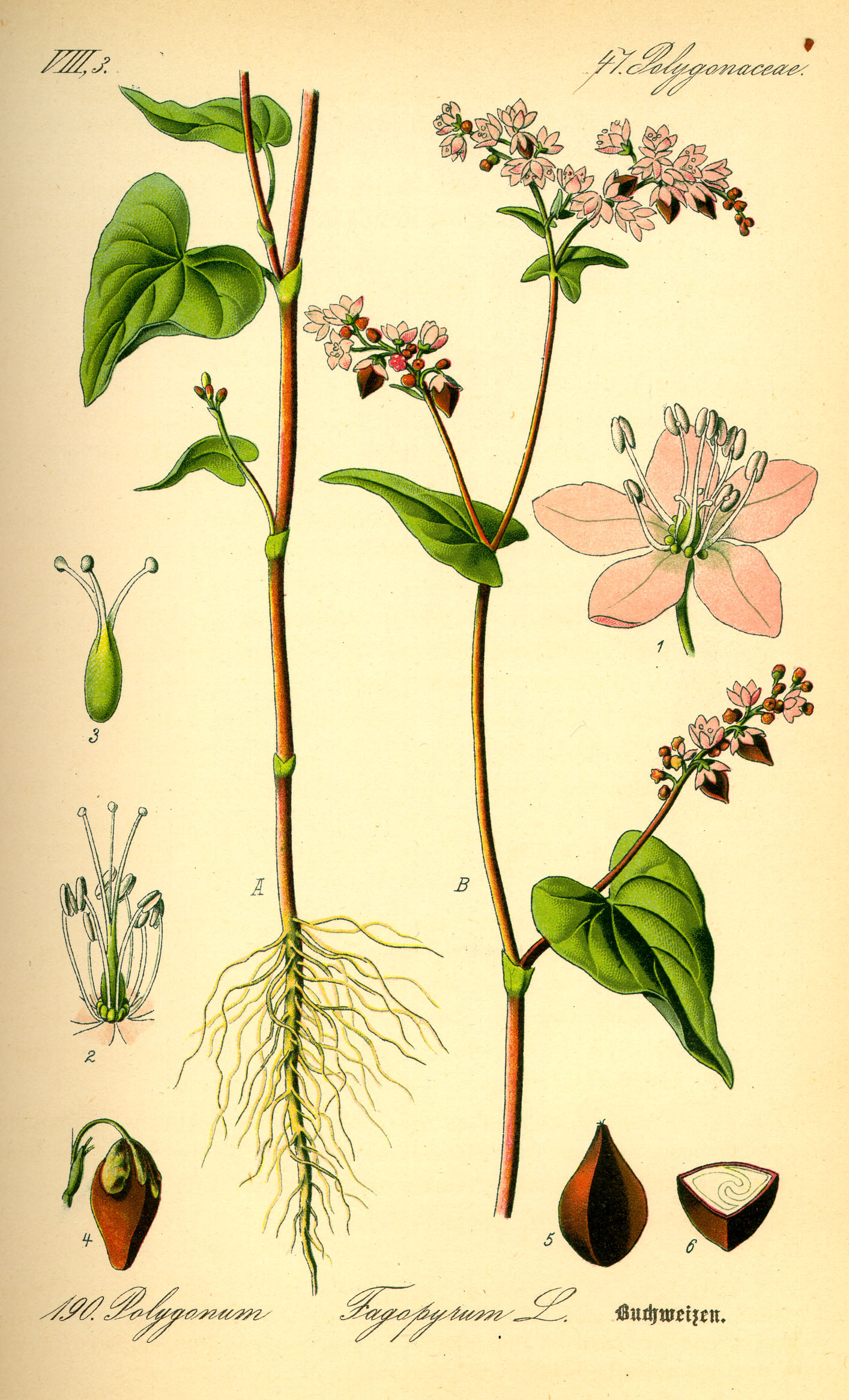
Tavola botanica di F. esculentum

Raggiunge un'altezza che varia, a seconda delle varietà, dai 60 ai 120 centimetri. L'apparato radicale fascicolato è composto da radici poco sviluppate; il fusto è cilindrico e glabro; il culmo principale presenta diversi rami con infiorescenza apicale, ha un colore che va dal verde all'inizio del ciclo per poi virare verso il rosso al momento della maturazione e della morte della pianta; il numero di culmi dipende soprattutto dalla fertilità del terreno e dalla densità di semina.
Le foglie sono ovato-triangolari acuminate, alterne, peduncolate alla base e sessili verso la parte distale della pianta. Le infiorescenze raccolte in panicoli laschi hanno fiori bianchi o rosa a seconda della varietà; il calice è formato da cinque sepali verdi. Gli stami sono otto, l'ovario è monospermo sormontato da uno stilo terminale con tre stigmi.
Le piante sono auto sterili; l'impollinazione avviene in entomofilia o anemofilia tra piante della stessa specie o tra piante di specie diverse.
Il frutto è un achenio di forma triangolare; il pericarpo può presentare un colore variante dal bruno al nero, più o meno lucido con eventuali screziature; avvolge l'endosperma e l'embrione composto da due cotiledoni.

## Origini e distribuzione

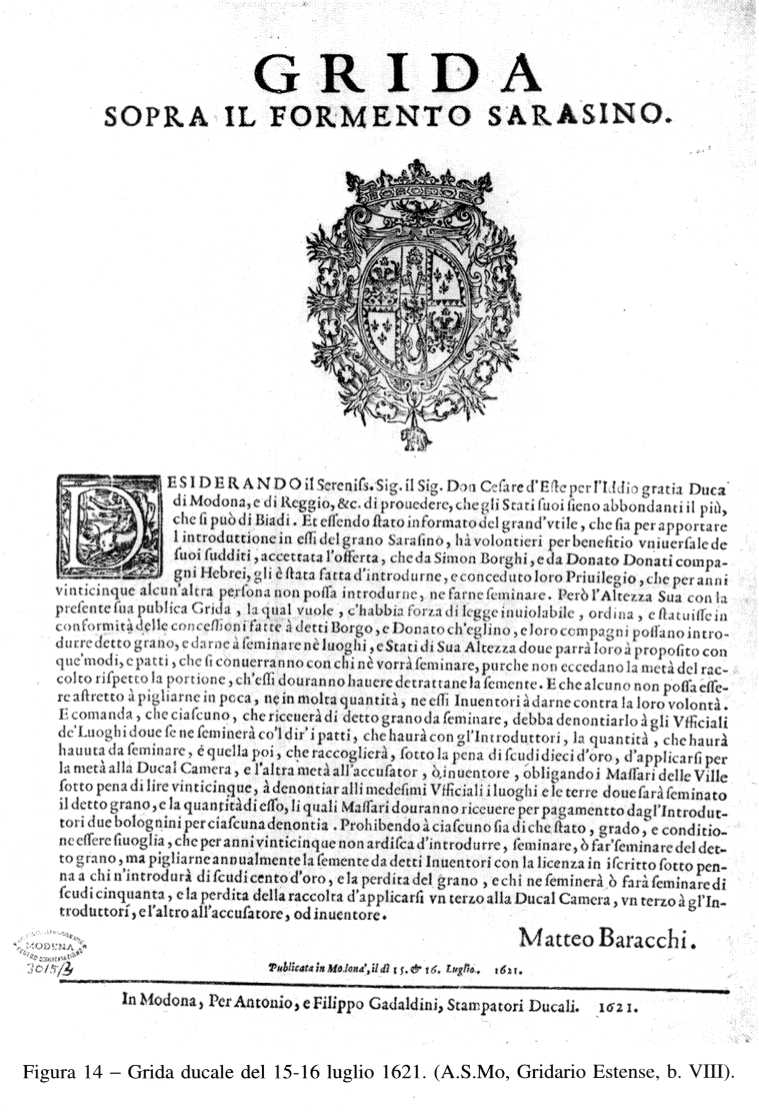
Grida sopra il formento sarasino (Modena, 1621)

Nel tardo Medioevo la pianta raggiunse l'Europa arrivando sulle coste del mar Nero e poi nel Meclemburgo e nell'Eifel (Germania) dove è documentata nel XV secolo con il nome di Heenisch, cioè l'odierno Heidenkorn, vale a dire "grano dei pagani". Nel XVII secolo giunse in Svizzera dove è conosciuta con il nome di Heyden o Heidenkorn, mentre a metà del XVI secolo la pianta è documentata per la prima volta in Italia in un atto relativo alle proprietà della famiglia Besta di Teglio in Valtellina con il nome di formentone. La pianta venne in seguito introdotta nel Ducato di Modena nel 1621 ad opera del commerciante di origine ebraica Donato Donati. Più recentemente alcuni ricercatori hanno indicato la zona dell'Himalaya orientale come probabile centro di addomesticazione primario.

## Composizione chimica
Il grano saraceno è ricco di sali minerali, in particolare ferro, zinco e selenio.
| Semi | Amido              | 71–78% nei fiocchi 70–91% nei diversi tipi di farina. L'amido è costituito dal 25% di amilosio e dal 75% di amilopectina. A seconda del trattamento idrotermico subito, i fiocchi di grano saraceno contengono il 7–37% di amido resistente. |  |
|      | Proteine           | 18% con valore di bioassorbibilità superiore al 90%. Questo si spiega con un'elevata concentrazione di tutti gli aminoacidi essenziali, specialmente lisina, treonina, triptofano e gli aminoacidi contenenti zolfo. |  |
|      | Minerali           | Ricco di ferro (60–100 ppm), zinco (20–30 ppm) e selenio (20–50 ppb). |  |
|      | Antiossidanti      | 10–200 ppm di rutina e 0,1–2% di tannini |  |
|      | Composti aromatici | La salicilaldeide (2-idrossibenzaldeide) fu identificata come componente caratteristica dell'aroma del grano saraceno. 2,5-dimetil-4-idrossi-3(2H)-furanone, (E,E)-2,4-decadienale, fenilacetaldeide, 2-metossi-4-vinilfenolo, (E)-2-nonenal, decanale ed esanale contribuiscono altresì al suo aroma. Essi possiedono tutti un valore di attività odorosa superiore a 50, ma l'aroma di queste sostanze nel loro stato isolato non assomiglia a quello del grano saraceno. |  |
| Erba | Antiossidanti      | 1–10% di rutina e 1–10% di tannini |  |
|      | Fagopirina         | Da 0,4 a 0,6 mg/g di fagopirine (almeno 3 sostanze simili) |  |

## Uso

### Usi alimentari
È una pianta mellifera, da cui si può ottenere del miele monoflorale se in zone con estese coltivazioni.
Si consuma nelle minestre, specialmente di verdure e, in forma di farina, per la preparazione della polenta taragna, della polenta saracena, delle crespelle e della pasta alimentare (famosi i pizzoccheri e le manfrigole della Valtellina, la soba giapponese e i bliny (блины) russi) o anche come porridge come la kaša e la grečka della cucina slava e per la preparazione di dolci o biscotti.

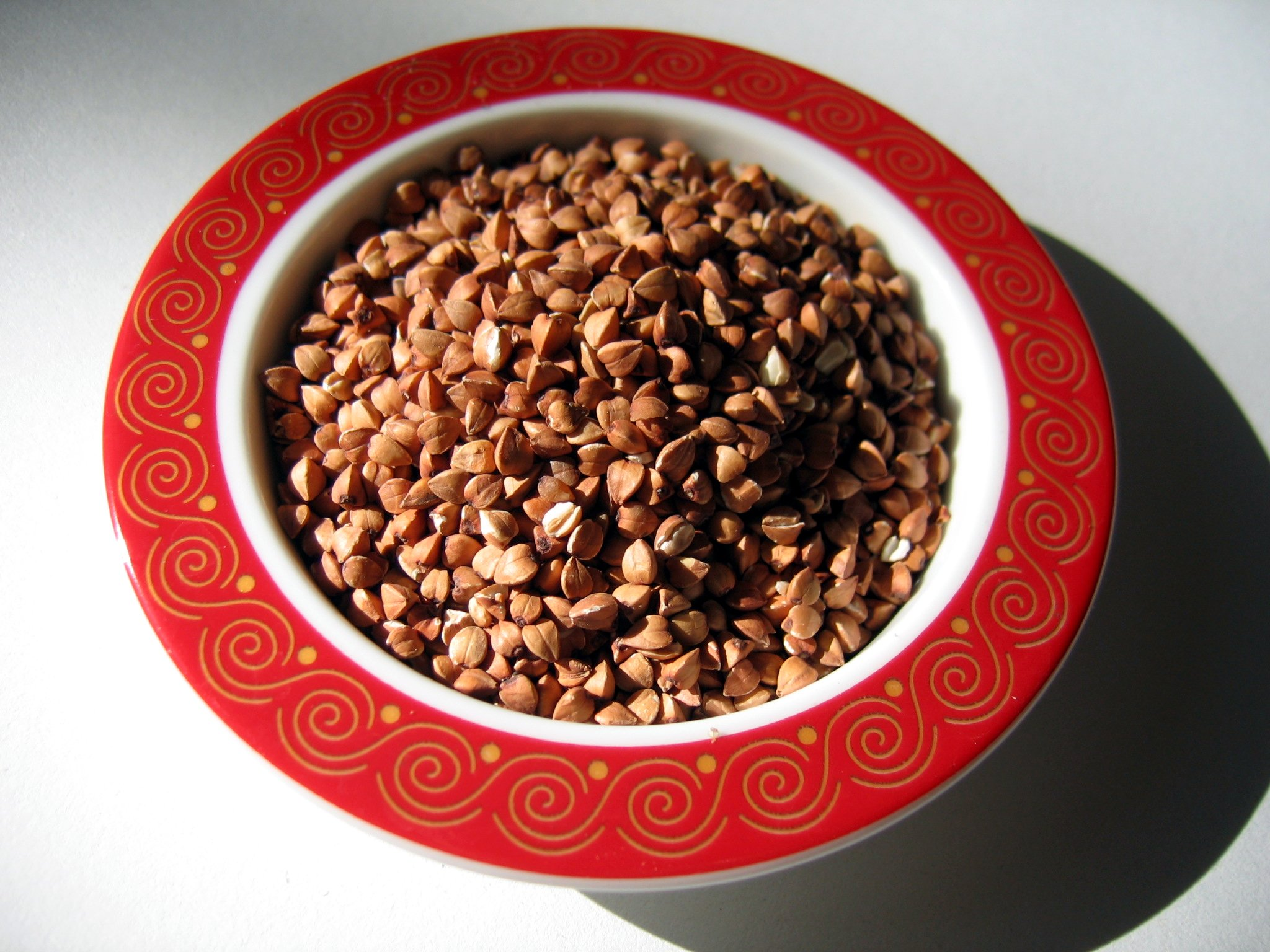
Grano saraceno
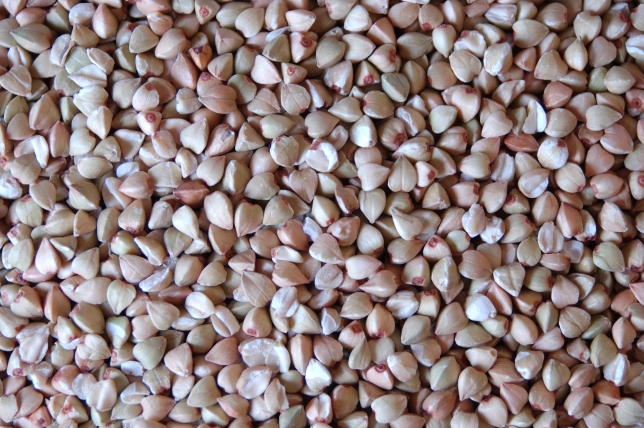
Chicchi di grano saraceno (foto di Christophe Moustier)
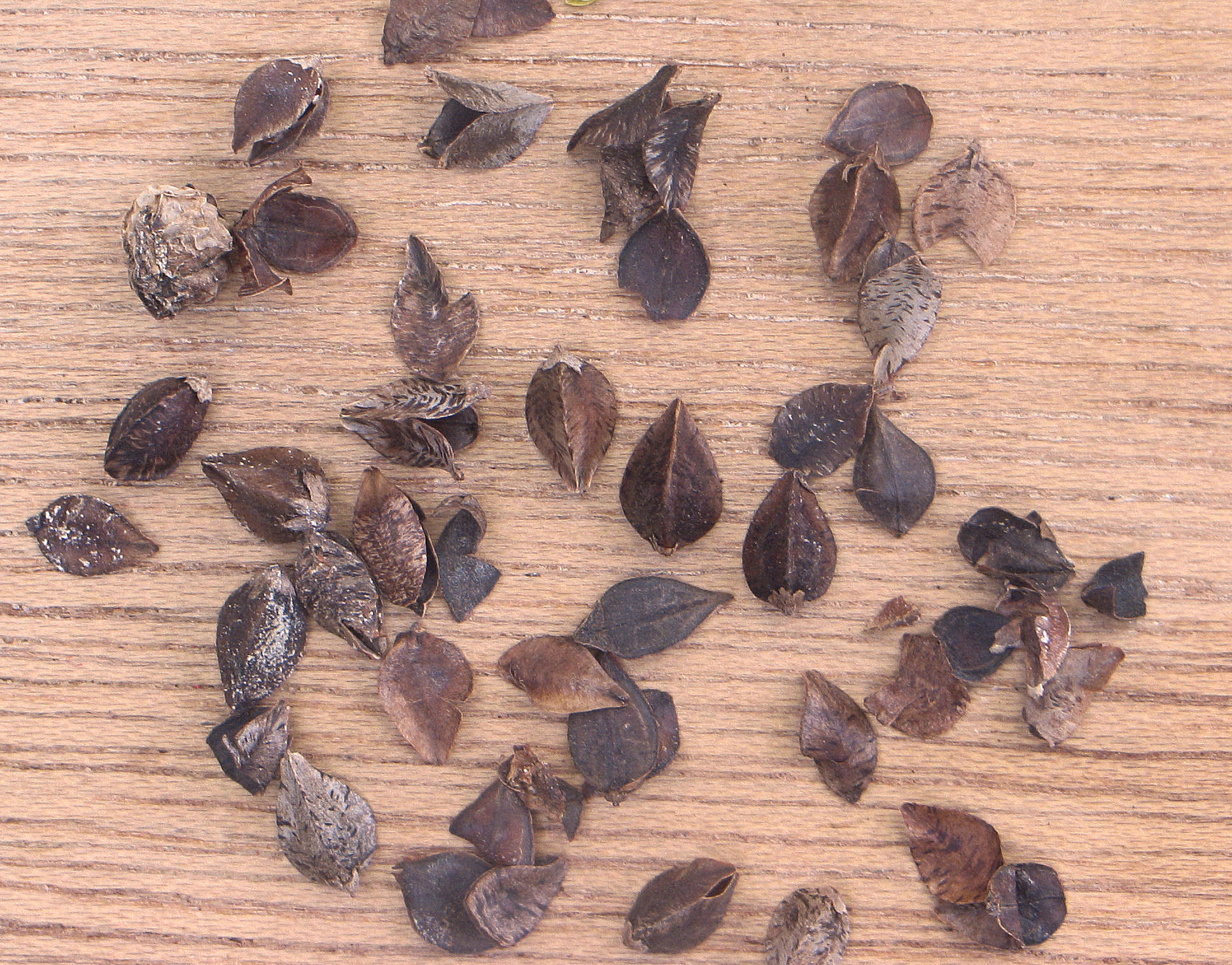
Acheni e chicchi di grano saraceno
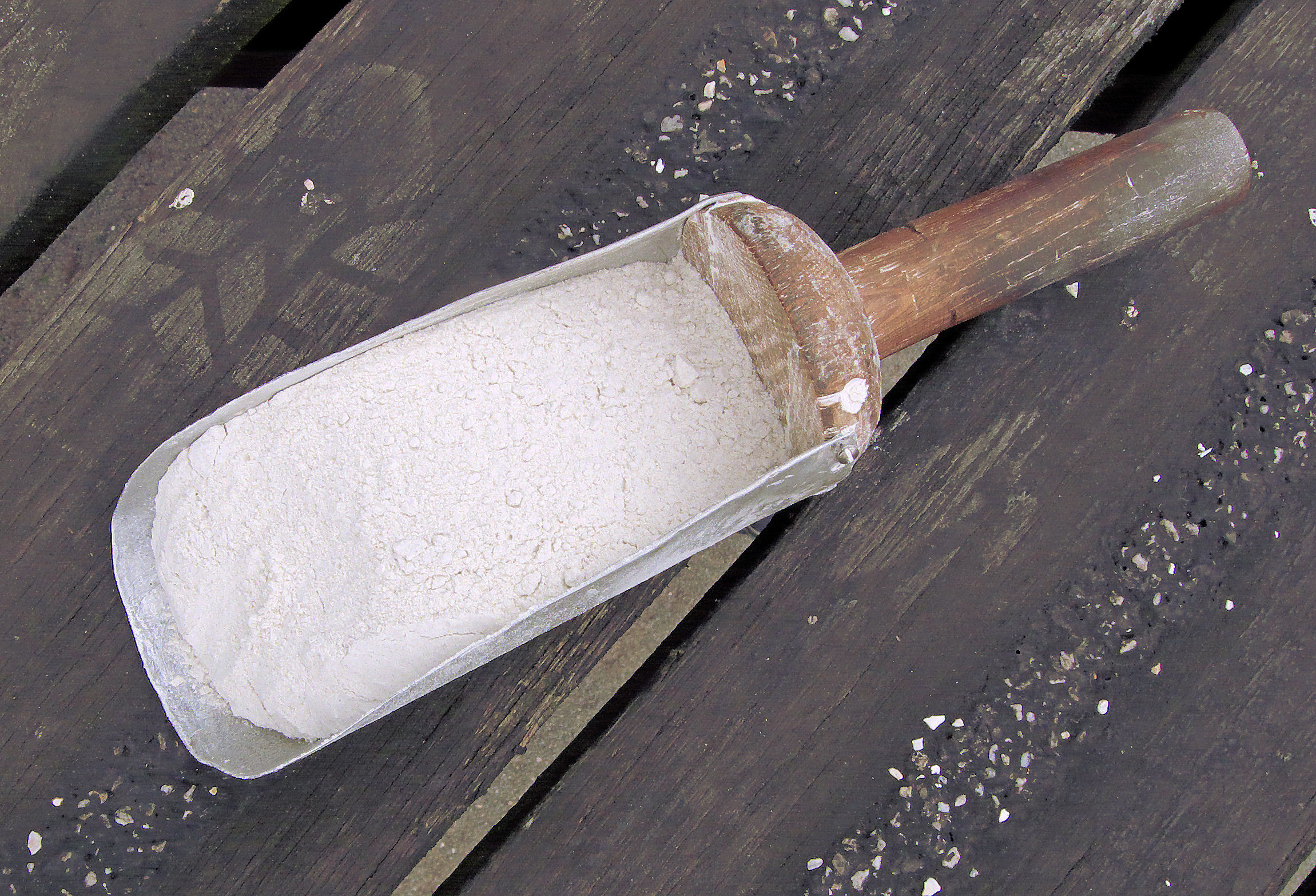
Farina di grano saraceno
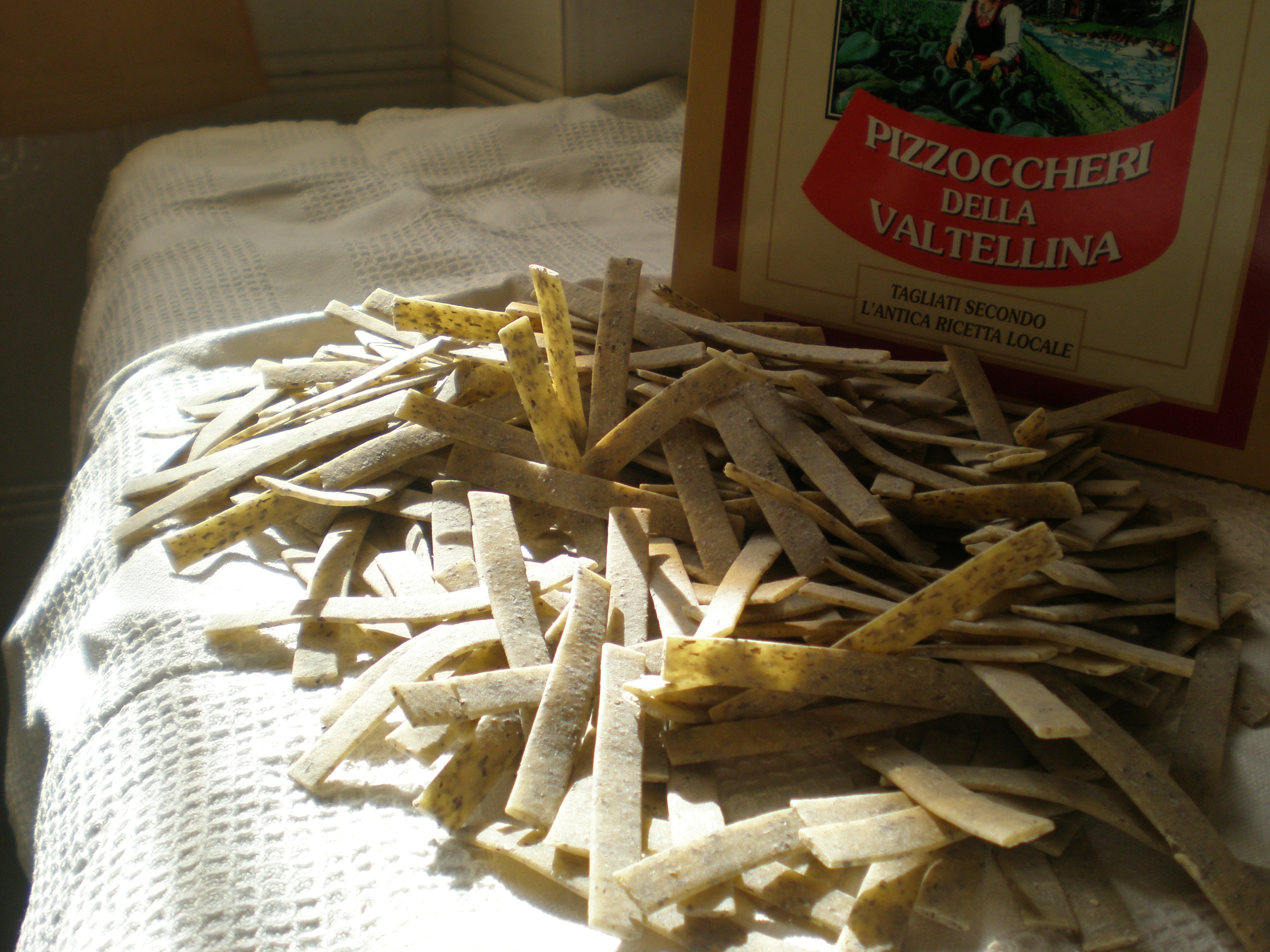
Pizzoccheri della Valtellina
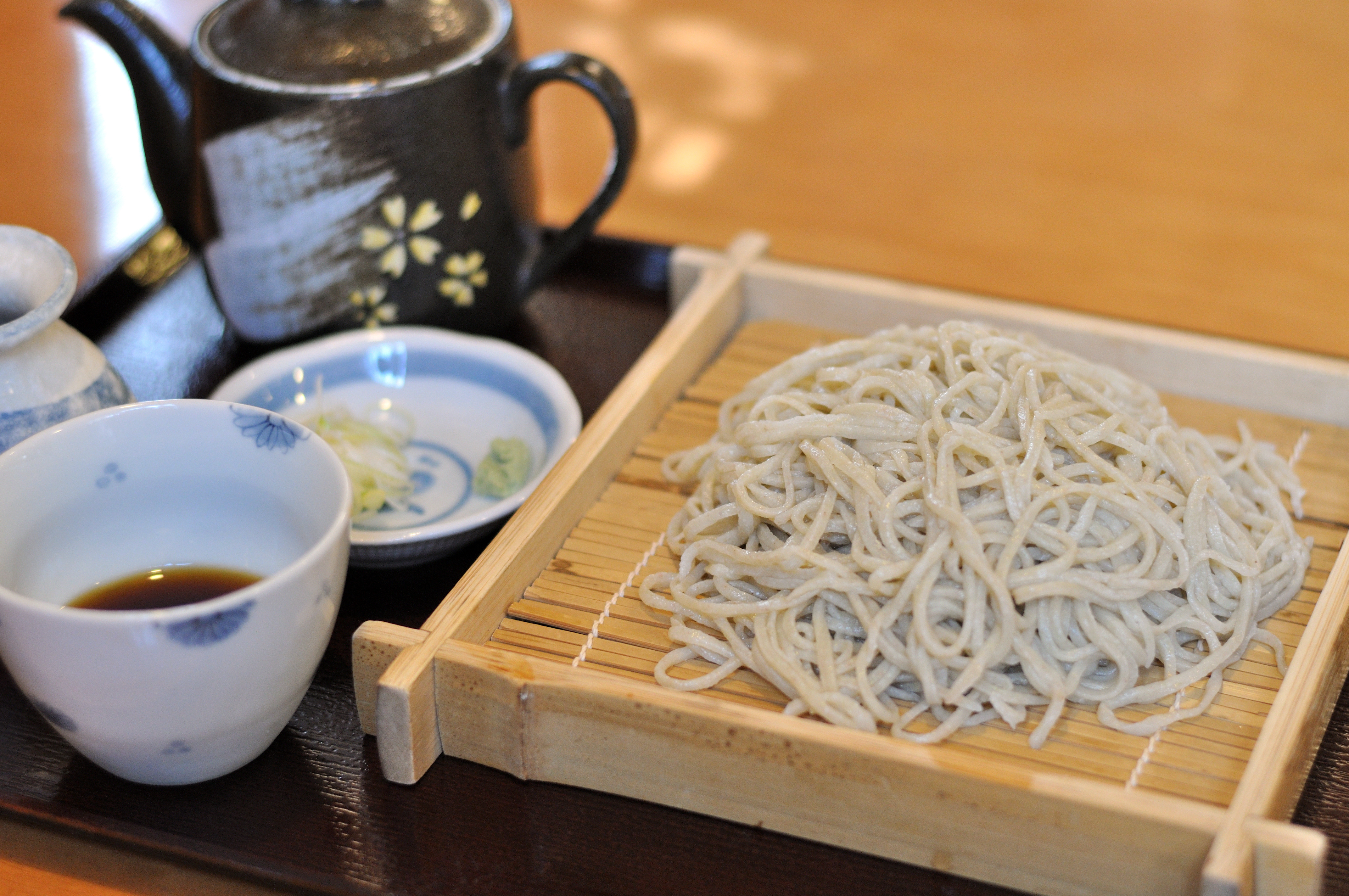
Soba
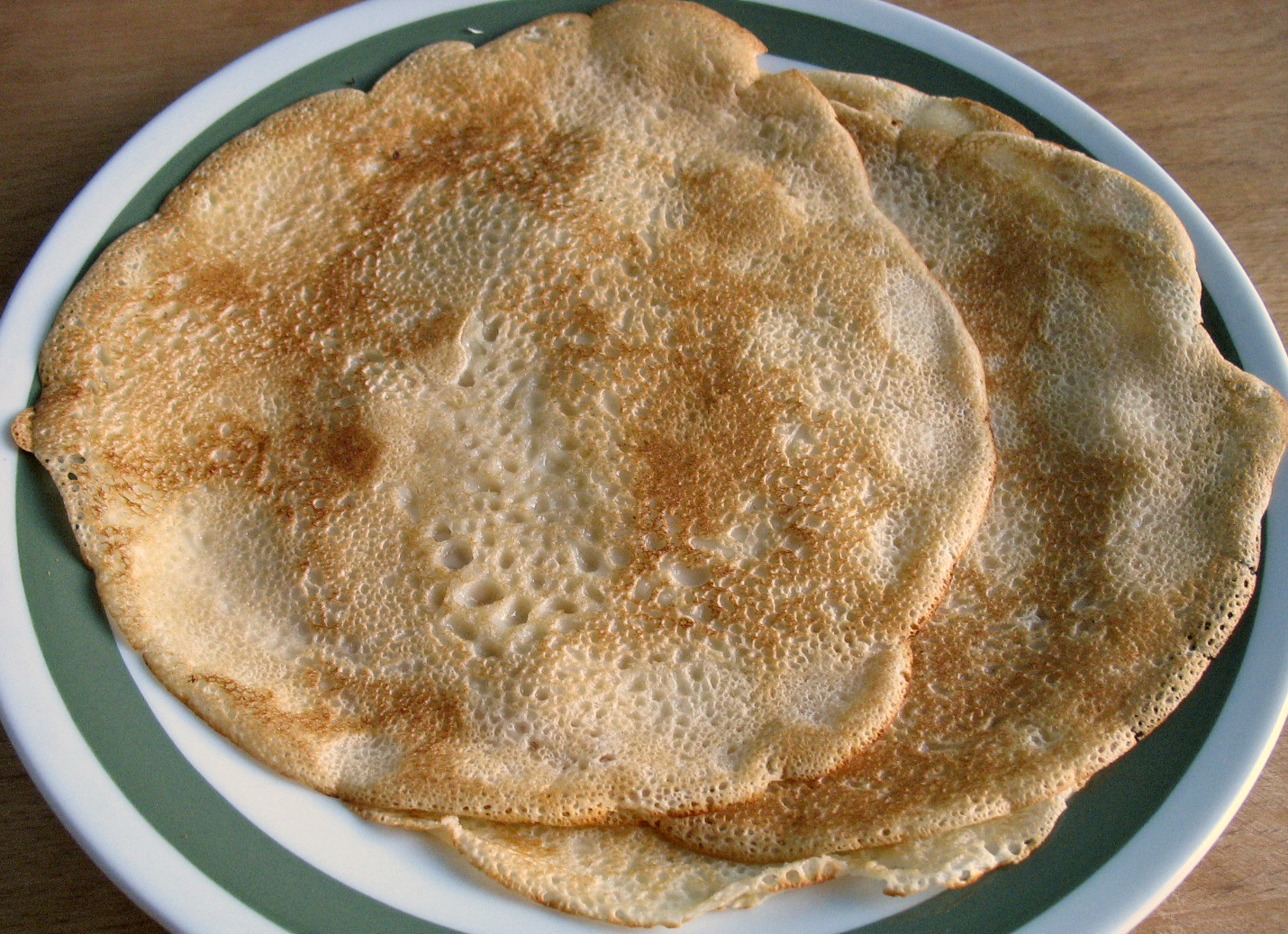
Bliny
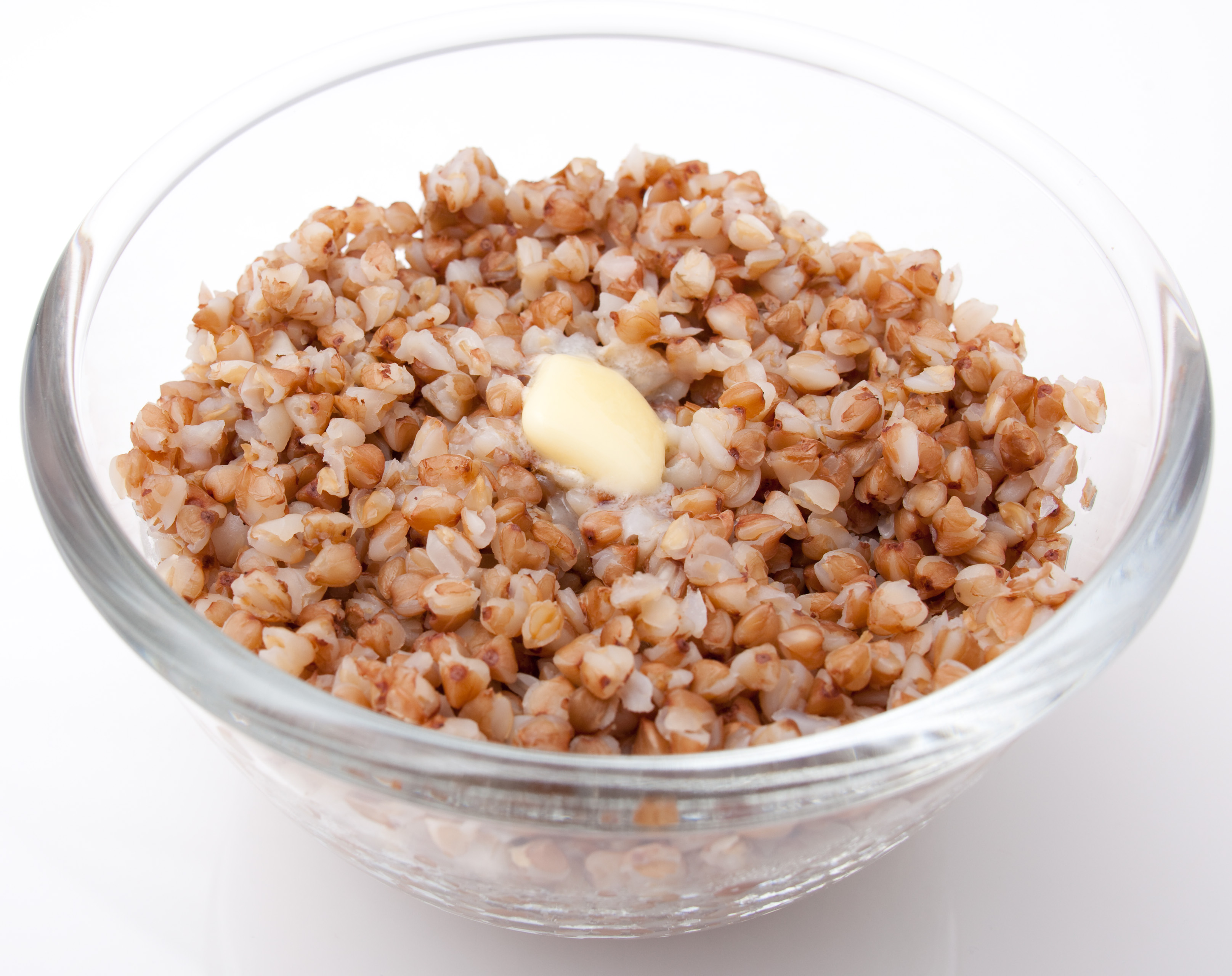
Kaša

### Curiosità
Dal grano saraceno le api producono il miele nazionale della Lettonia.

### Usi medicinali

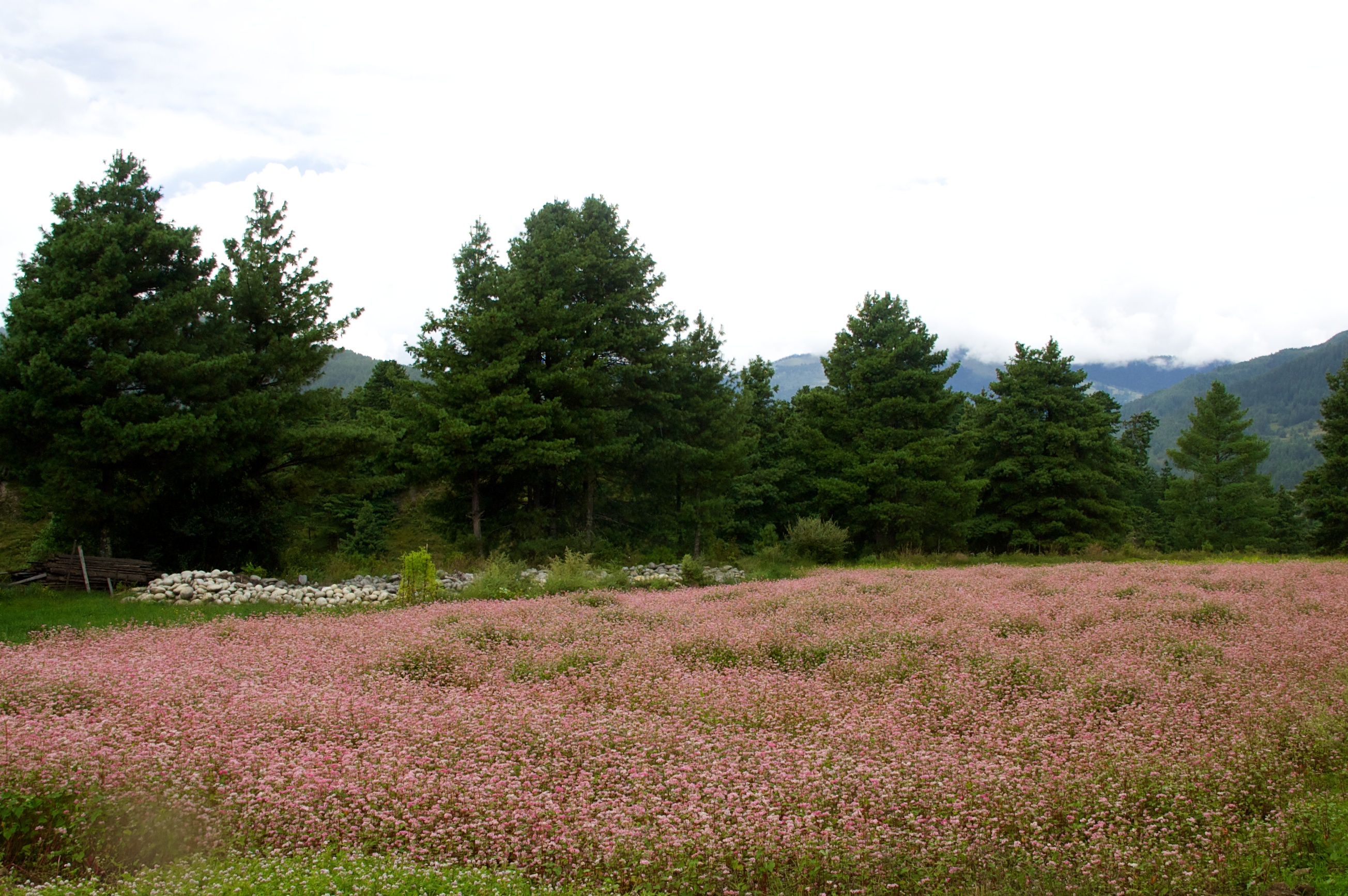
Campo di grano saraceno in fiore nel distretto di Bumthang in Bhutan (Mario Biondi, settembre 2010)

Il grano saraceno contiene un glucoside denominato rutina, un composto fitochimico che tonifica le pareti dei vasi capillari riducendo il rischio di emorragie nelle persone affette da ipertensione e migliorando la microcircolazione nelle persone con insufficienza venosa cronica. Le foglie di grano saraceno essiccate da usare per infusione vengono commercializzate in Europa sotto il marchio "Fagorutin."
Il grano saraceno contiene D-chiro-inositolo, un componente del sistema di messaggeri secondari per la trasduzione del segnale dell'insulina che si è riscontrato essere carente nel diabete di tipo II e nella sindrome dell'ovaio policistico (SOPC). Sono in corso studi sul suo uso nel trattamento del diabete di tipo II. Ricerche sul D-chiro-inositolo e sulla SOPC hanno evidenziato risultati promettenti.
Si è rilevato che una proteina del grano saraceno si lega saldamente al colesterolo. Sono in corso studi sul suo uso per ridurre il colesterolo plasmatico nei soggetti che presentano iperlipidemia.

## Allergia al grano saraceno
Il grano saraceno è un potente allergene in grado di indurre, in pazienti sensibilizzati, anche reazioni acute quali l'anafilassi.
I casi di anafilassi indotti dall'ingestione di grano saraceno sono stati riportati prevalentemente in Asia (Giappone e Corea soprattutto), e più recentemente anche in Europa, specialmente in Italia, dove il grano saraceno è stato descritto essere un "allergene nascosto". Un articolo pubblicato da Heffler E e colleghi, dimostra come le reazioni allergiche, anche gravi, indotte dall'ingestione accidentale di grano saraceno come allergene nascosto in alimenti quali la pizza o altri prodotti con farinacei, non sono così rare come precedentemente descritto, per lo meno nel nord Italia.